# Kepler-296
Kepler-296 là một hệ sao đôi trong chòm sao Thiên Long. Ngôi sao chính có vẻ là một ngôi sao dãy chính kiểu K, trong khi ngôi sao thứ cấp là một ngôi sao lùn đỏ.

## Hệ hành tinh
Ngôi sao này có 5 hành tinh quay quanh nó. Trong đó, có khả năng nằm trong khu vực có thể sinh sống được, đó là Kepler-296f. Để hệ hành tinh duy trì ổn định, không thể định vị thêm hành tinh khổng lồ nào có bán kính quỹ đạo 10.1 AU.
| Thiên thể đồng hành (thứ tự từ ngôi sao ra) | Khối lượng | Bán trục lớn (AU) | Chu kỳ quỹ đạo (ngày) | Độ lệch tâm | Độ nghiêng | Bán kính |
| ------------------------------------------- | ---------- | ----------------- | --------------------- | ----------- | ---------- | -------- |
| b                                           | —          | 0.079             | 10.864384             | —           | —          | 1.61 R🜨  |
| c                                           | —          | 0.0521            | 5.8416366             | —           | —          | 2.00 R🜨  |
| d                                           | —          | 0.118             | 19.850291             | —           | —          | 2.09 R🜨  |
| e                                           | —          | 0.169             | 34.14211              | —           | —          | 1.53 R🜨  |
| f                                           | —          | 0.255             | 63.33627              | —           | —          | 1.80 R🜨  |

Bốn ngoại hành tinh Kepler-296b, c, d đều khoảng cách quá gần với ngôi sao. Nhưng e có thể khả năng Khu vực sống.